# Писарев, Валерий Васильевич
Вале́рий Васи́льевич Пи́сарев (род. 30 июня 1979) — киргизский бегун-марафонец, выступавший в 2000-х годах. Победитель и призёр ряда крупных международных стартов на шоссе, участник летних Олимпийских игр в Афинах.

## Биография
Валерий Писарев родился 30 июня 1979 года.
Впервые заявил о себе в лёгкой атлетике на международном уровне в сезоне 2003 года, когда вошёл в состав киргизской национальной сборной и выступил на чемпионате мира по кроссу в Лозанне, где занял 111-е место в мужской короткой гонке на 4 км, а также на чемпионате мира в Париже, где дошёл до стадии полуфиналов в беге на 1500 метров.
В 2004 году с результатом 2:21:45 финишировал шестым на чемпионате России по марафону в Москве, прошедшем в рамках VIII Московского марафона «Лужники», с личным рекордом 2:17:59 был четвёртым на Сибирском международном марафоне. Выполнив олимпийский квалификационный норматив (2:18:00), удостоился права защищать честь страны на летних Олимпийских играх в Афинах — в программе марафона на финише показал результат 2:40:10, расположившись в итоговом протоколе соревнований на 79-й строке. Позже в этом сезоне стал шестым на марафоне в Пуне (2:24:21).
После афинской Олимпиады Писарев остался действующим спортсменом и продолжил принимать участие в крупнейших международных стартах. Так, в 2005 году он закрыл десятку сильнейших Остинского марафона (2:22:31), финишировал третьим на Сибирском международном марафоне (2:23:53), выиграл бронзовую медаль в беге на 5000 метров на чемпионате Киргизии в Бишкеке.
В 2006 году бежал марафон на Азиатских играх в Дохе — показал время 2:25:46 и занял итоговое 13-е место.
В 2008 году занял 16-е место на Мумбайском марафоне (2:22:41), девятое место на Гонконгском марафоне (2:21:45), 16-е место на Стокгольмском марафоне (2:29:42).
В 2009 году на марафоне в рамках чемпионата мира в Берлине с результатом 2:31:32 расположился на 61-й позиции.